# Piedra Solovetski

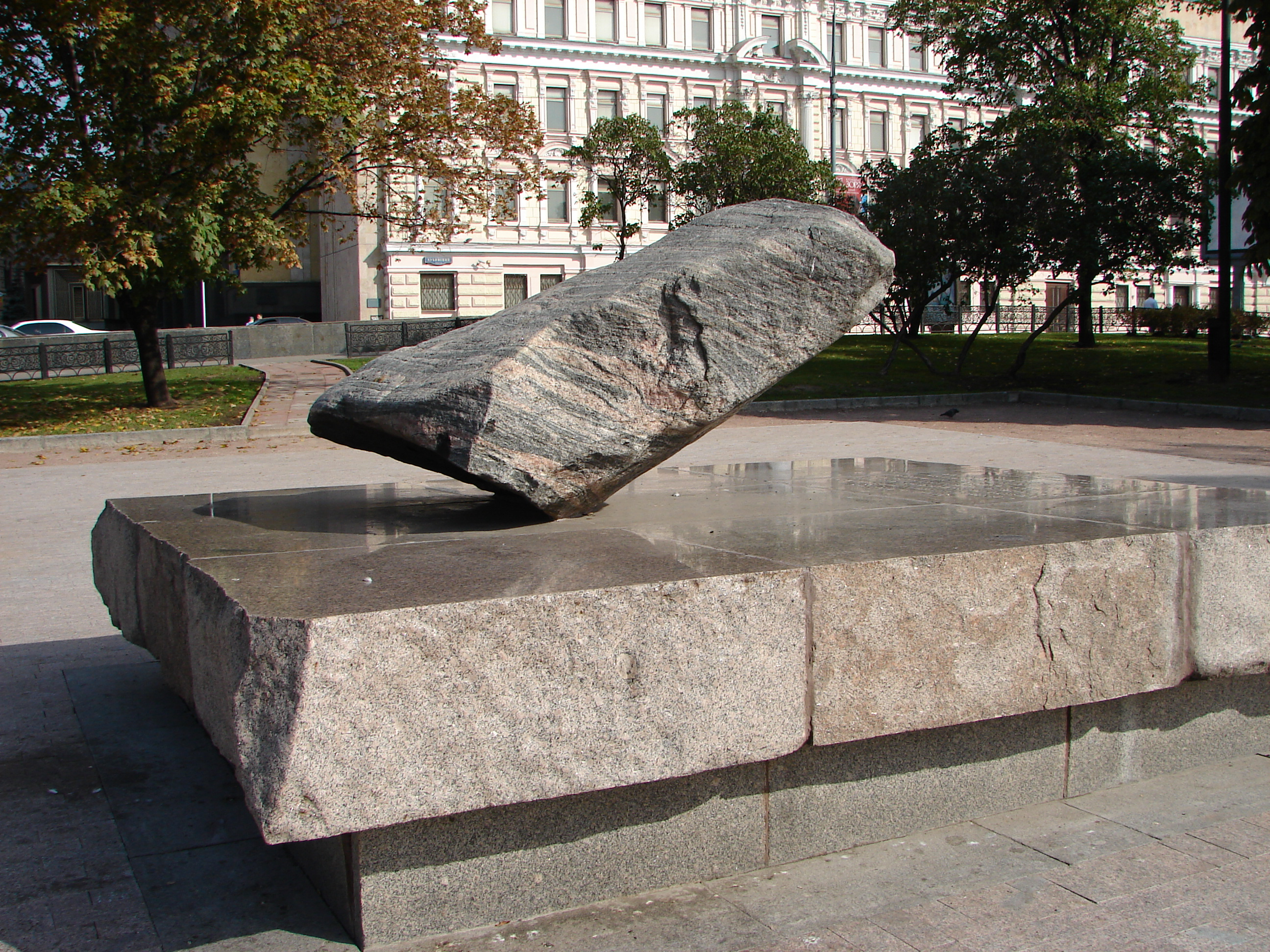
La Piedra Solovetski de Moscú
([//tools.wmflabs.org/geohack/geohack.php?pagename=Solovetsky_Stone¶ms=55_45_32.8_N_37_37_39.2_E_type:landmark 55°45'32.8"N 37°37'39.2"E / 55.759111°N 37.627556°E / 55.759111; 37.627556])

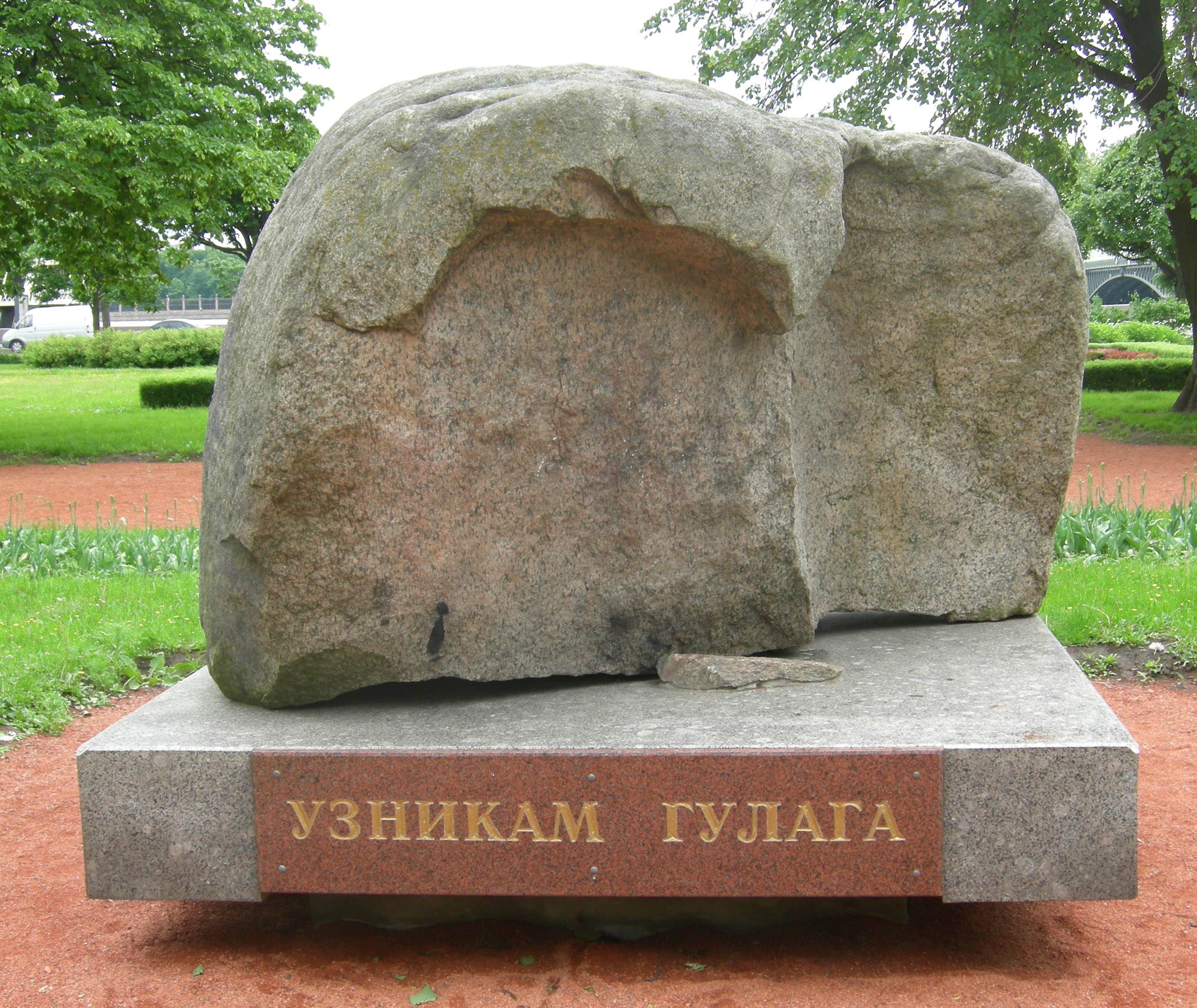
La Piedra Solovetski de San Petersburgo. La insripción reza «A los presos del Gulag»
([//tools.wmflabs.org/geohack/geohack.php?pagename=Solovetsky_Stone¶ms=59_57_10.13_N_30_19_32.13_E_type:landmark 59°57'10.13"N 30°19'32.13"E / 59.9528139°N 30.3255917°E / 59.9528139; 30.3255917])

La Piedra Solovetski es un monumento situado en la Plaza Lubianka en Moscú, frente a la sede de la KGB. El monumento consta de una gran piedra traída de las Islas Solovetski, la ubicación del campo de trabajos de Solovkí, parte del sistema soviético del Gulag. El monumento fue erigido en el año 1990 en homenaje a las víctimas de la represión política en la Unión Soviética.

## Historia

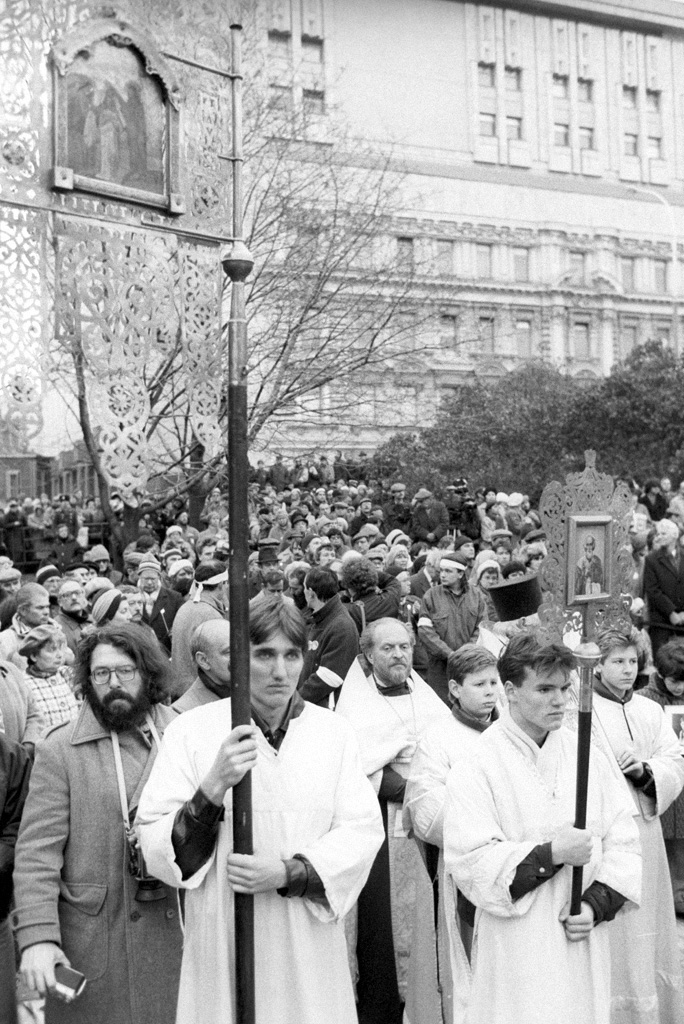
Gleb Yakunin (en el centro de la 2ª fila) realizando un oficio a las víctimas de la represión política estalinista durante la inauguración de la Piedra Solovetski en la Plaza Lubianka de Moscú, el 30 de octubre de 1990

Según la federación de ONG Memorial, el monumento fue erigido el 30 de octubre de 1990 para conmemorar un año 1974 por iniciativa de los presos políticos para establecer un «Día de los Presos Políticos en la URSS». En 1991, el Sóviet Supremo de Rusia ha establecido oficialmente el 30 de octubre como el Día de Recuerdo de las Víctimas de la Represión Política.
En 2002, se ha construido otra Piedra Solovetski en la Plaza Tróitskaya de San Petersburgo. Fue diseñada por el artista y expreso del Gulag Yevgueni Ujnaliov y se la conoce oficialmente como el Monumento a las Víctimas de la Represión Política en Petrogrado - Leningrado. El monumento es de 10 toneladas de bloque de granito tomado a 50 metros del lugar de la ejecución en masa de los prisioneros de la campo de trabajos de Solovkí.
La roca está compuesta en una elegante base de granito con inscripciones como «A los presos del Gulag», «A las víctimas del Terror Comunista», «Luchadores por la Libertad» y un verso del poema «Réquiem» de Anna Ajmátova: «quiero llamar a todos por su nombre, pero ...» (Хотелось бы всех поименно назвать...) El monumento fue inaugurado el 4 de septiembre de 2002, en el marco de las celebraciones de los 300 años de San Petersburgo.
Según la Enciclopedia de Solovkí, Ujnaliov y el arquitecto del monumento, también expreso del Gulag y diputado de la Duma Estatal, Yuli Rybakov, pagaron todos los gastos, personalmente, incluyendo el transporte de los 10 400 kg de canto rodado de las Islas Solovetski en el Mar Blanco. La administración de la ciudad de San Petersburgo no contribuyó a la financiación del monumento, a pesar del importante presupuesto asignado para celebrar el tricentenario de la ciudad.